# Rico Tse Yee Hin
Rico Tse Yee Hin (* 20. Januar 2000 in Hongkong) ist ein chinesischer Sprinter, der international für Hongkong startet.

## Sportliche Laufbahn
Erste Erfahrungen bei internationalen Wettbewerben sammelte Rico Tse Yee Hin bei den Jugendasienmeisterschaften 2017 in Bangkok, bei denen er in 10,88 s den sechsten Platz im 100-Meter-Lauf belegte und mit der Sprintstaffel (1000 Meter) die Bronzemedaille gewann. Damit qualifizierte er sich für die Jugendweltmeisterschaften in Nairobi, bei denen er mit 10,77 s im Halbfinale ausschied. 2018 schied er bei den Juniorenasienmeisterschaften in Gifu mit 10,96 s in der ersten Runde aus und gelangte mit der 4-mal-100-Meter-Staffel in 45,73 s auf den fünften Platz. Im Jahr darauf erreichte er bei den Asienmeisterschaften in Doha in 39,91 s mit der Staffel Rang fünf. Im Juli schied er bei der Sommer-Universiade in Neapel mit 10,73 s im Vorlauf aus.

## Persönliche Bestleistungen
- 100 Meter: 10,55 s (0,0 m/s), 2. Februar 2019 in Hongkong
- 200 Meter: 21,39 s (+0,7 m/s), 2. Februar 2019 in Hongkong